# Pantoclis longipennis
Pantoclis longipennis är en stekelart som först beskrevs av Thomson 1858.  Pantoclis longipennis ingår i släktet Pantoclis, och familjen hyllhornsteklar. Arten är reproducerande i Sverige.